# تآلف كبير
في نظرية الموسيقى، التآلف الكبير أو الكورد الكبيرة (بالإنجليزية: major chord)‏ هي كورد مكونة من أصل وثالثة كبيرة وخامسة مثالية. عندما تتضمن الكورد هذه النوطات الثلاث فقط تسمى ثالوث كبير. على سييل المثال، الثالوث الكبير المبني على دو والمسمى ثالوث دو كبير يتكون من الحدات دو–مي–صول:
تشغيل الصوت غير مدعوم في متصفحك. يمكنك قم بتنزيل الملف الصوتي .
في التحليل التوافقي وعلى التدوينات الرئيسية، تمثل كورد دو كبيرة (C كبيرة) كالتالي: C أو Cmaj أو CM. يمثل الثالوث الكبير بكتابة الأعداد الصحيحة {0، 4، 7}.

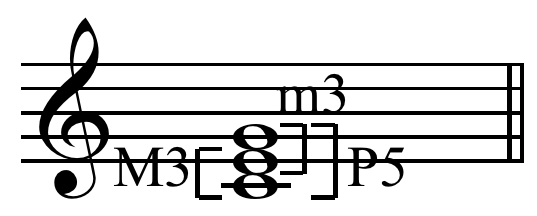
يتكون الثالوث الكبير من ثالثة كبيرة (M3) في اللأسفل، ثالثة صغيرة (m3) في الأعلى، وخامسة مثالية (P5) بين النوطتين الخارجيتين.

يمكن وصف ثالوث كبير من خلال مسافاته أيضا: المسافة بين النوطتين الدنيا والوسطى ثالثة كبيرة، والمسافة بين النوطتين الوسطى والعليا ثالثة صغيرة. في المقابل، يتكون الثالوث الصغير من مسافة ثالثة صغيرة في الأسفل وثالثة كبيرة في الأعلى. الثالوثان كلاهما يحتويان على خامسة، لأن ثالثة كبيرة (أربعة أنصاف درجة) زائد ثالثة صغيرة (ثلاثة أنصاف بعد) تساويان خامسة مثالية (سبعة أبعاد).
في الموسيقى الكلاسيكية الغربية بين سنتي 1600 و 1820 وفي الموسيقى الغربية الشائعة و الموسيقى التقليدية وموسيقى الروك، تعزف الكورد الكبيرة عادة كثالوث (ثلاث نوطات). بالإضافة للثالوث الصغير، يعتبر الثالوث الكبير أحد لبنات البناء الأساسية في الموسيقى النغمية في فترة الممارسة الشائعة الغربية وموسيقى البوب والروك والموسيقى التقليدية الغربية. ويعتبر متناغما ومستقرا أو لا يتطلب حلا. تعتبر الكورد الصغيرة في الموسيقى الغربية «مظلمة مقارنة بكورد كبيرة».
تعتبر بعض الكوردات الكبيرة التي بها نوطات زائدة كوردات كبيرة أيضا، مثل كورد السابعة الكبيرة. تستعمل كوردات السابعة الكبيرة في الجاز وأحيانا في موسيقى الروك، وبالنسبة للجاز يمكن أن تضاف للكوردات نغمات أخرى مثل درجات السلم التاسعة والثالثة عشر.

## الانقلابات
يمكن لكورد كبيرة معينة أن تصوت بعدة طرق. على سبيل المثال، يمكن ترتيب النوطات دو–مي–صول المكونة لثالوث دو الكبير بعدة ترتيبات عمودية وسيظل ثالوث دو كبير. وفي حال لم تكن أدنى نوطة في الكورد (نوطة البيس) هي الأصل، تعتبر الكورد في انقلاب: في وضعية الأصل إذا كانت أدنى نوطة هي أصل الكورد، في الانقلاب الأول إذا كانت أدنى نوطة هي ثالثة الكورد، وفي الانقلاب الثاني إذا كانت أدنى نوطة هي خامسة الكورد. تظهر هذه الانقلابات لكورد دو الكبيرة أسفله.
يمكن للنوطات الإضافية فوق نوطة البيس أن تكون في أي ترتيب وستحتفظ الكورد بهوية انقلابها. على سبيل المثال، تعتبر كورد دو الكبيرة في الانقلاب الأول إذا كانت أدنى نوطة فيها هي مي، بغض النظر عن كيفية ترتيب أو حتى مضاعفة النوطات التي فوقها.

## جدول الكوردات الكبيرة
في هذا الجدول توجد أسماء الكوردات في العمود الأيمن وهي في وضعية الأصل. تيين الأعمدة الثلاث التي تلي كل كورد النوطات التب تكونها. فبالنسبة للسطر، الأول الكورد هي دو كبيرة، والمكونة من الحدات الثلاث دو ومي وصول.
| الكورد | الأصل | ثالثة كبيرة | خامسة مثالية |
| ------ | ----- | ----------- | ------------ |
| دو     | دو    | مي          | صول          |
| دو♯    | دو♯   | مي♯ (فا)    | صول♯         |
| ري♭    | ري♭   | فا          | لا♭          |
| ري     | ري    | فا♯         | لا           |
| ري♯    | ري♯   | فا (صول)    | A♯           |
| مي♭    | مي♭   | صول         | B♭           |
| مي     | مي    | صول♯        | سي           |
| فا     | فا    | لا          | دو           |
| فا♯    | فا♯   | A♯          | دو♯          |
| صول♭   | صول♭  | سي♭         | ري♭          |
| صول    | صول   | سي          | ري           |
| صول♯   | صول♯  | سي♯ (دو)    | ري♯          |
| لا♭    | لا♭   | دو          | مي♭          |
| لا     | لا    | دو♯         | مي           |
| لا♯    | لا♯   | دو (ري)     | مي♯ (فا)     |
| سي♭    | سي♭   | ري          | فا           |
| سي     | سي    | ري♯         | فا♯          |